# Arnoul Ier de Flandre
Pour les articles homonymes, voir Arnoul et Arnoul Ier.
Arnoul Ier de Flandre, dit aussi Arnoul le Grand, Arnoul le Riche ou encore Arnoul le Vieux, né vers 890 et mort le 27 mars 965, fils de Baudouin II de Flandre et d'Elftrude de Wessex (ou Elfride, ou Ælfthryth), est comte de Flandre de 918 à 958, puis, à la mort de son fils, Baudouin III de Flandre, de 962 à 965, et aussi comte de Boulogne de 933 à 964.

## Biographie

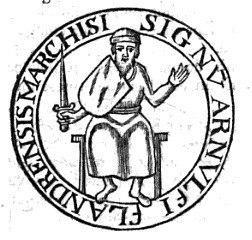
' (« Sceau d'Arnulf de Flandre, Marquis »).
Sceau d'Arnoul Ier de Flandre.

Au début de son principat, il se range du côté carolingien et soutient Charles le Simple lors de la bataille de Soissons (923). Il soutient ensuite Raoul de Bourgogne contre le duc normand Rollon.
En 928, Sigfrid le Danois et ses Normands s'emparent de Guînes, Arnoul renonce à la contre-attaque et livre sa fille Elftrude en mariage au pirate normand, qu'il investit comte de Guînes, vassal du comte de Flandre.

### Une politique d'expansion territoriale
Cherchant à agrandir son domaine, il s’empare entre autres du château de Mortagne (dans le Tournaisis) en 931. En 932, il prend le château d'Arras. En 933, à la mort de son frère Adalolphe, il s'empare du comté de Boulogne et il prend possession de la riche abbaye Saint-Bertin, qu’il attribue en 943 à Gérard, déjà abbé de Saint-Pierre de Gand, en se réservant toutefois pour lui-même Calais.

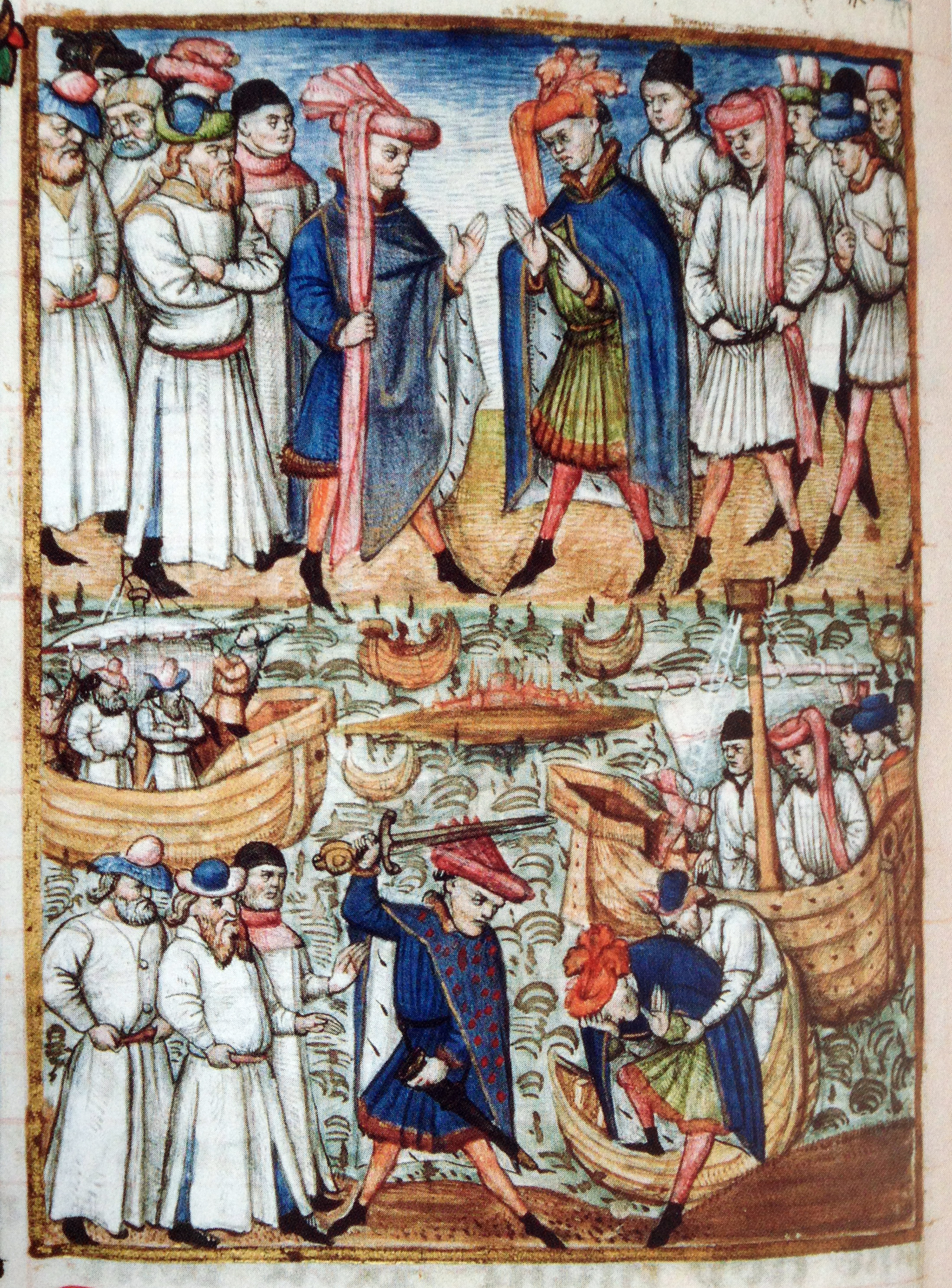
Miniature du XVe siècle représentant la rencontre d'Arnoul de Flandres et Guillaume Longue-Épée sur l'ile de Picquigny en 942 et son assassinat.

D’abord allié d'Hugues le Grand et du futur empereur et roi de Germanie Otton Ier contre le Carolingien Louis IV de France dit Louis IV d’Outremer, en 942, il prend par traîtrise Montreuil, principale place forte du Ponthieu, importante par les droits de douane qui étaient perçus sur le commerce maritime, à son comte légitime Herluin, qui lui reprend avec l’aide du duc Guillaume Ier de Normandie, dit Guillaume Longue Épée. En 942, lors d’une entrevue à Picquigny, Arnoul inspire l’assassinat de Guillaume. Il doit convaincre de son innocence le roi des Francs Louis IV d'Outremer indigné par cet acte et y parvient par l'entremise de Hugues le Grand. Puis il fomente une coalition contre son héritier, Richard Ier de Normandie, dans laquelle entrent Otton Ier (Otton Ier du Saint-Empire) et le roi Louis IV, dont il devient un fidèle allié. Il prend Arques.

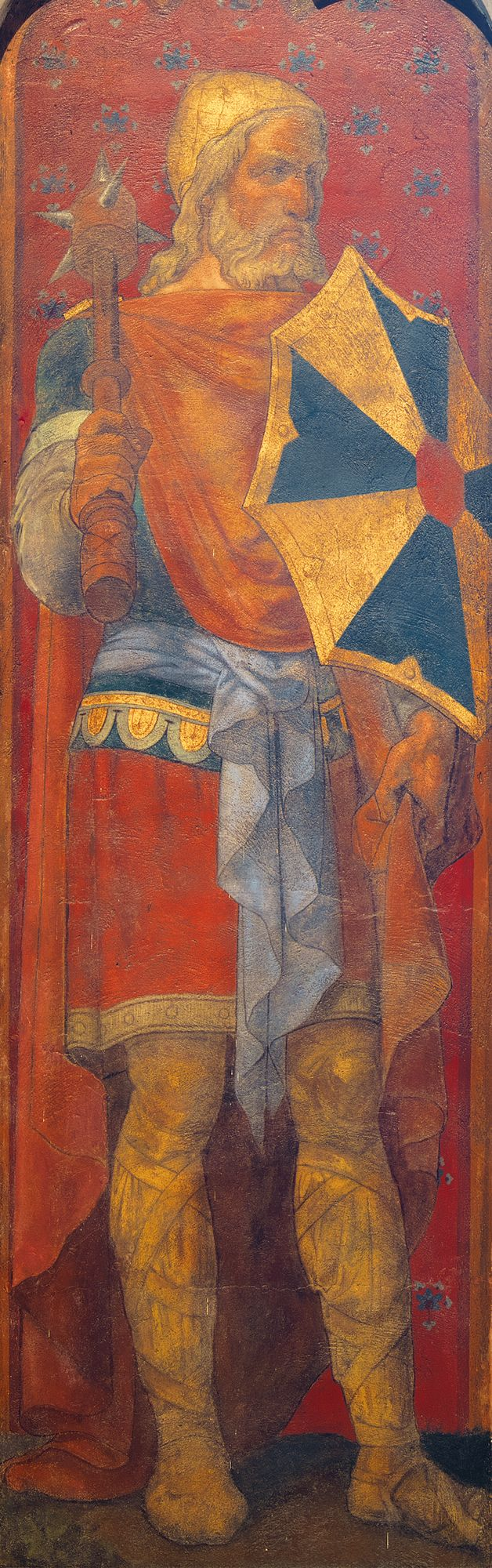
Portrait d'Arnoul Ier le Grand par Jan van der Asselt, Chapelle des Comtes.

Sur l’avis d’Arnoul, Otton met le siège devant Rouen. Mais c’est un lourd échec, mal ressenti par le roi de Germanie qui, dans le siège, a perdu son neveu. Sentant que ses alliés commencent à se retourner contre lui, Arnoul lève le camp. De dépit, Otton envahit les états de son ancien allié. Gand est détruite. Otton y fait construire le “Novum Castrum”, dont la garde est donnée à Wichmann, et fait creuser la « fosse ottonienne », délimitant les possessions impériales en Flandre. Finalement réconciliés, Otton laisse la suzeraineté du castrum à Arnoul, qui marie sa fille Lutgarde à Wichmann. Montreuil est définitivement acquise en 948. Entretemps, Arras a été prise également (932). En 949, les Amiénois livrèrent leur ville à Arnoul qui resta maître de la cité jusqu'à sa mort en 965. Puis c'est Douai (le Castrum Duacum) en 950, où le comte fait ériger la collégiale Saint-Amé.

### La fin du principat
En 958, le comte de Flandre convoque une assemblée des États à Gand, au cours de laquelle il remet le gouvernement du comté à son fils Baudouin III. Après la mort prématurée de ce dernier, son petit-fils Arnoul II n’étant âgé que de deux ans (962), il reprend la charge comtale. Il meurt trois ans plus tard, à l’âge vénérable de 75 ans, ayant encore augmenté le comté du domaine ecclésial de Lambres, promis par l’évêque de Cambrai en échange de son aide contre la ghilde de Cambrai révoltée.

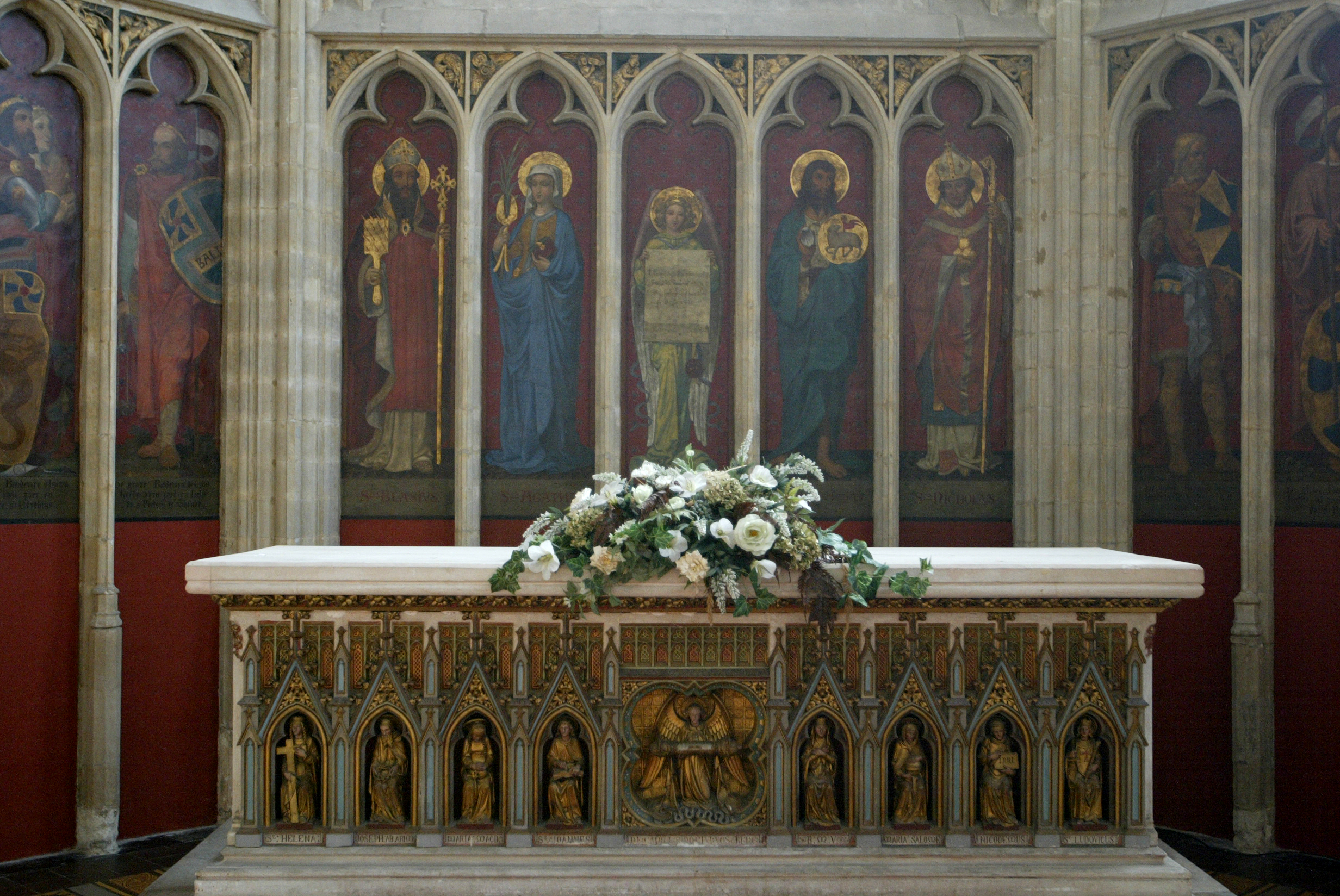
Tombe d'Arnoul le Vieux dans l'abbaye Saint-Pierre de Gand.

Il avait fondé l’église de Thourout, établi un chapitre à Saint-Donatien de Bruges et construit la chapelle Saint-Jean à Gand. Il fit appel à saint Gérard de Brogne pour réformer plusieurs monastères dans ses États : les deux abbayes de Gand (abbaye Saint-Bavon de Gand et abbaye Saint-Pierre de Gand), l'abbaye de Saint-Bertin à Saint-Omer et l'abbaye de Saint-Amand.
Selon le père Anselme, il fut enterré avec son épouse dans l'abbaye Saint-Pierre de Gand.

## Mariage et descendance
En 934, scellant ainsi sa réconciliation avec Herbert II de Vermandois, son père lui fait épouser Adèle ou Alix de Vermandois (v.915 † 960), fille de ce dernier et d'Adèle de France. Ils eurent 5 enfants :
- Elftrude, née vers 932, mariée en 964 à Siegfried († 965), seigneur de Guines. Ils eurent deux enfants :
  - Ardolf Ier de Guînes (°v.966 -ap.996),
  - Hawise de Guines (v. 958- ?) ;
- Hildegarde (934 † 990), mariée vers 943 à Thierry II de Hollande (ou Dirk II de Hollande) (930 † 988), comte de Frise Occidentale. Ils eurent trois enfants :
  - Arnould (° Gand 951 - † 993), comte de Frise,
  - Egbert (° 951 - † 993), chancelier impérial et archevêque de Trêves,
  - Herlinde (° 953 - ° 1012), abbesse d'Egmont et de Bennebrock ;
- Egbert (937 † 953) ou Herbert, ainsi nommé du nom d'Herbert de Vermandois ;
- Luitgarde (938 † 964), mariée en 950 à Wichmann IV (†967) comte d'Hamaland et de Gand. Ils eurent trois enfants :
  - Wichmann V de Gand (ap. 951- 958),
  - Adèle de Gand (v. 955 -1017),
  - Lutgarde de Gand (v. 950-?) ;
- Baudouin III (940 † 962), comte de Flandre, marié à Mathilde de Saxe († 1008). Ils eurent un fils :
  - Arnoul II de Flandre (v. 961 - 30 mars 987).

## Sources
- Notices d'autorité :   - VIAF
  - ISNI
  - LCCN
  - GND
  - Pays-Bas
  - Pologne
- Notices dans des dictionnaires ou encyclopédies généralistes :   - Britannica
  - Deutsche Biographie
- Le premier volume des grandes chroniques de France - Ed Paulin Paris - 1836.
- Encyclopédie des gens du monde: répertoire universel des sciences..., Volume 11 - 1839.
- France, dictionnaire encyclopédique, Par Philippe Le Bas - 1842.
- Histoire générale de la province d'Artois, volume 2, Jean Baptiste François Hennebert - 1788.
- M. Prevost, « Arnoul, comtes de Flandre », dans Dictionnaire de Biographie française, tome 3, 1939, Paris, Letouzey et Ané.